# Vluynbusch
Vluynbusch ist ein landwirtschaftlich geprägter Ortsteil der Stadt Neukirchen-Vluyn im Kreis Wesel in Nordrhein-Westfalen. Bis 1935 war Vluynbusch eine eigenständige Gemeinde im damaligen Kreis Moers.

## Geographie
Vluynbusch ist eine Streusiedlung ohne ausgeprägten Dorfkern und liegt im nordwestlichen Teil des Stadtgebiets von Neukirchen-Vluyn. Die ehemalige Gemeinde Vluynbusch besaß eine Fläche von 4,62 km².

## Geschichte
Vluynbusch war ursprünglich eine Bauerschaft und bildete seit dem 19. Jahrhundert eine Landgemeinde in der Bürgermeisterei Rheurdt (ab 1928 Amt Rheurdt). Diese gehörte bis 1857 zum Kreis Geldern und seit 1857 zum Kreis Moers. Am 1. Juli 1935 wurde Vluynbusch nach Neukirchen-Vluyn eingemeindet.

## Einwohnerentwicklung
| Jahr | Einwohner | Quelle |
| ---- | --------- | ------ |
| 1832 | 219       | [ 3 ]  |
| 1864 | 207       | [ 4 ]  |
| 1871 | 184       | [ 5 ]  |
| 1885 | 203       | [ 6 ]  |
| 1910 | 167       | [ 7 ]  |
| 1925 | 192       | [ 2 ]  |